# Руф (апостол від 70)
Руф (грец. Ρούφος, лат. Rufus) — апостол з числа сімдесяти, син Симона Киринеянина, що ніс хрест Ісуса Христа (Мк. 15:21).
Звичайно, цього Руфа приймають за одну особу з Руфом, згадуваним апостолом Павлом в посланні до Римлян. Апостол пише про нього: «Вітайте Руфа, вибраного в Господі, і матір його і мою» (Рим. 16:13). За переказами, Руф був єпископом у Фівах в Елладі. Луцій Декстор повідомляє, що Руф був єпископом в Іспанії, а точніше — в Каталонії, і що іспанці вважають його своїм апостолом.
Пам'ять апостола Руфа відбувається в православній церкві 21 квітня (8 квітня за старим стилем) і 17 січня (4 січня за старим стилем) в день Собору Апостолів від сімдесяти.